# Mistrzostwa Europy w Zapasach 1967
23. Mistrzostwa Europy w zapasach odbywały się w 1967 roku w Mińsku (ZSRR) w stylu klasycznym, a w stylu wolnym w Stambule (Turcja).

## Styl klasyczny

### Medaliści
| Konkurencja | Złoto                | Srebro            | Brąz                |
| ----------- | -------------------- | ----------------- | ------------------- |
| -52 kg      | Petyr Kirow          | Siergiej Rybałko  | Rolf Lacour         |
| -57 kg      | János Varga          | Hartmut Puls      | Rustem Kazakow      |
| -63 kg      | Simion Popescu       | Serschik Agamow   | Jiří Švec           |
| -70 kg      | Giennadij Sapunow    | Eero Tapio        | Klaus Pohl          |
| -78 kg      | Sırrı Acar           | Ion Țăranu        | Gieorgij Wierszynin |
| -87 kg      | Aleksandr Jurkiewicz | Lothar Metz       | Gheorghe Popovici   |
| -97 kg      | Ferenc Kiss          | Wasilij Mierkułow | Per Svensson        |
| +97 kg      | István Kozma         | Nikołaj Szmakow   | Petr Kment          |

### Tabela medalowa
| Lp. | Państwo  | Złoto | Srebro | Brąz |
| --- | -------- | ----- | ------ | ---- |
| 1   | Węgry    | 3     | 0      | 0    |
| 2   | ZSRR     | 2     | 4      | 2    |
| 3   | Rumunia  | 1     | 1      | 1    |
| 4   | Turcja   | 1     | 0      | 0    |
|     | Bułgaria | 1     | 0      | 0    |
| 6   | NRD      | 0     | 2      | 1    |
|     |          |       |        |      |
| 9   | RFN      | 0     | 0      | 1    |
|     | Szwecja  | 0     | 0      | 1    |

## Styl wolny

### Medaliści
| Konkurencja | Złoto               | Srebro          | Brąz              |
| ----------- | ------------------- | --------------- | ----------------- |
| -52 kg      | Mehmet Esenceli     | Baju Baew       | Jürgen Kalkowski  |
| -57 kg      | Hasan Sevinç        | Janczo Patrikow | Nicolae Cristea   |
| -63 kg      | Nihat Kabanlı       | Mładen Georgiew | Petre Coman       |
| -70 kg      | Sarberg Beriaszwili | Jan Karlsson    | Enju Wyłczew      |
| -78 kg      | Jurij Szachmuradow  | Mahmut Atalay   | Károly Bajkó      |
| -87 kg      | Boris Guriewicz     | Francisc Balla  | Prodan Gardżew    |
| -97 kg      | Ahmet Ayık          | Szota Lomidze   | Chjusni Chjusniew |
| +97 kg      | Wilfried Dietrich   | Osman Duralijew | Władimir Saunin   |

### Tabela medalowa
| Lp. | Państwo  | Złoto | Srebro | Brąz |
| --- | -------- | ----- | ------ | ---- |
| 1   | Turcja   | 4     | 1      | 0    |
| 2   | ZSRR     | 3     | 1      | 1    |
| 3   | RFN      | 1     | 0      | 0    |
| 4   | Bułgaria | 0     | 4      | 3    |
| 5   | Rumunia  | 0     | 1      | 2    |
|     |          |       |        |      |
| 7   | NRD      | 0     | 0      | 1    |
|     | Węgry    | 0     | 0      | 1    |